# Túpac Amaru II
José Gabriel Condorcanqui Noguera, conegut com a Túpac Amaru II (Tinta, Perú 19 de març de 1742 - Cusco, 18 de maig de 1781), reconegut descendent de l'Inca Túpac Amaru I, fou un líder quítxua que va encapçalar la primera i més gran rebel·lió independentista al Virregnat del Perú.

## Joventut
Era el cacic de Surimaná, Tungasuca i Pampamarca, besnet de Juana Pilco-Huaco, la filla de l'últim sobirà inca, Túpac Amaru I (executat pels espanyols en 1572). Es va educar amb els jesuïtes de Cusco i va fer fortuna en negocis de transport, mineria i terres. El seu prestigi entre els indis i mestissos li va permetre encapçalar una rebel·lió contra les autoritats espanyoles del Perú en 1780; aquesta rebel·lió (precedida per altres similars) va esclatar pel descontentament de la població contra els tributs i prestacions obligatòries de treball que imposaven els espanyols (mita, obratges, repartiments, serveis...) i contra els abusos dels corregidors.

## Activitats econòmiques
Acabats els seus estudis i nomenat cacic dels territoris que li corresponien per herència, Condorcanqui va fixar la seva residència a la ciutat del Cusco, des d'on viatjava constantment per a controlar el funcionament de les seves terres. El 25 de maig de 1758, va contreure matrimoni amb la jove Micaela Bastidas Puyucahua qui també descendia d'una noble família cusquenya. Amb Bastidas, Condorcanqui tindria tres fills, Hipòlit, que va néixer en 1761, Mariano, que va néixer en 1763, i Fernando, que va néixer en 1770.
En aquest moment, les propietats de Condorcanqui incloïen cocals a Carabaya (actual província de Carabaya, regió de Puno), xacres en la seva natal Tinta, vetes de mines al sud de l'Alt Perú (actual Bolívia), i un nombre aproximat de 350 mules que emprava com a animals de càrrega per al transport de mineral a les províncies argentines, principalment Tucumán. Totes aquestes activitats econòmiques li van procurar un bon nivell econòmic. No obstant això, a causa dels seus forts trets indígenes, l'alta societat cusquenya formada principalment per espanyols i criolls no l'acceptava com un dels seus.
La tradició de la seva família afirmava que descendia directament dels últims habitants de l'Imperi Inca que, fugint de la dominació espanyola, es van assentar en la localitat de Vilcabamba (actual província de Paruro, regió del Cusco). En aquestes idees, José Gabriel Condorcanqui afirmava descendir de Túpac Amaru I, l'últim Inca de Vilcabamba, qui fou executat en 1572 a la Plaça d'Armes del Cusco per ordre del Virrei Francisco de Toledo. A causa de les seves pròsperes activitats econòmiques, Condorcanqui va començar a patir la pressió de les autoritats espanyoles, especialment per pressió dels arriers argentins que intentaven tenir el monopoli del trànsit de mineral per l'Alt Perú. Les autoritats espanyoles van sotmetre Condorcanqui al pagament de prebendes i van imposar l'obligació a tots els indígenes de participar en la mita, o treball en les mines en favor de la Corona.
Davant aquest panorama i davant els excessos de les autoritats espanyoles a Cusco, Condorcanqui va presentar el 1776, una petició formal davant la Reial Audiència de Lima perquè els indígenes fossin alliberats del treball obligatori en les mines (mita). La decisió de l'Audiència de Lima va ser negativa, provocant en Condorcanqui un profund rebuig i ressentiment del sistema.

## La rebel·lió
Els tributs excessius, la mita i els abusos dels corregidors van ser les principals causes de la rebel·lió indígena que va esclatar el 4 de novembre de 1780 a la localitat de Tinta. Altra causa addicional van ser els nous "repartiments" de les terres que havia disposat el nou virrei Agustín de Jáuregui i Aldecoa. Aquests repartiments afectaven directament les propietats de Condorcanqui qui veia, d'aquesta manera, expropiada gran quantitat de les seves terres. Encapçalada per Condorcanqui, aquesta insurrecció popular va ser la més gran en la història del Virregnat. En els seus inicis, la rebel·lió va reconèixer l'autoritat de la Corona espanyola, limitant-se a exigir canvis en l'organització administrativa del Virregnat para frenar els abusos dels corregidors.
El dia que va esclatar, el 4 de novembre de 1780, la rebel·lió es va dirigir, precisament, contra el corregidor de Tinta, l'espanyol Antonio Arriaga, qui va ser capturat aquest mateix dia i executat. A hores d'ara, Condorcanqui ja havia adoptat el nom de Túpac Amaru II, en honor del seu avantpassat l'últim Inca de Vilcabamba. Posteriorment el moviment es propagà per gran part de la serra sud del virregnat. Encara que el seu objectiu inicial va ser lluitar contra els excessos i el mal govern dels espanyols, no va poder evitar que la guerra es convertís en racial (indígenes enfront d'europeus i criolls). Al capdavant d'una tropa nodrida i després de vèncer a un exèrcit de 1.200 espanyols a Sangarará (actual districte de Sangarará, província d'Acomayo, regió del Cusco), Túpac Amaru va decidir no donar el cop definitiu a la plaça virreinal situada en la ciutat del Cusco al nord de Sangarará. Al contrari, va replegar les seves tropes a Tungasuca (actual província de Canas, al sud de Sangará).
Algunes fonts assenyalen que Tupac Amaru va realitzar aquesta retirada tàctica amb la finalitat de facilitar el diàleg amb les autoritats espanyoles. No obstant això, el que va permetre fou que els espanyols de Cusco organitzessin la resistència i tinguessin temps de rebre reforços enviats per ordre del Virrei de les ciutats de Lima, Arequipa i Huamanga. Aquests reforços i la nova estratègia plantejada pel general realista Gabriel de Avilés van ser determinants perquè les tropes del virrei (que contava entre els seus oficials amb el brigadier Mateo Pumacahua, que encapçalaria anys després un altre aixecament independentista) poguessin vèncer als rebels el 8 de gener de 1781. Després d'aquesta caiguda, les tropes realistes, sota el comandament del Mariscal espanyol De la Valle, van perseguir les hosts tupacamaristes, produint-se sengles enfrontaments els dies 5 i 6 d'abril a Tinta. Les hosts independentistes van ser delmades i els principals dirigents de la rebel·lió capturats.

## Judici i execució

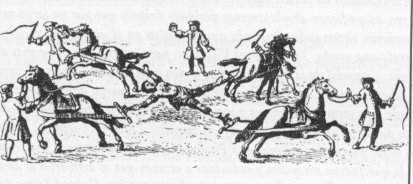
Intent d'escuarterament.

El 18 de maig de 1781, a la Plaça d'Armes de Cusco, Túpac Amaru va ser obligat, tal com assenyalava la sentència, a presenciar l'execució de tota la seva família. Se'l va intentar esquarterar viu lligant cadascuna de les seves extremitats a sengles cavalls, de manera infructuosa, pel que finalment es va optar per decapitar-lo i posteriorment trossejar-lo. El seu cap va ser col·locat en una llança exhibida a Cusco i Tanto, els seus braços a Tungasuca i Carabaya, i les seves cames a Levitaca i Santa Rosa (actual província de Chumbivilcas). A pesar de l'execució de Tupac Amaru i de la seva família, els espanyols no van assolir sufocar la rebel·lió, que va continuar dirigida pel seu mig germà Diego Cristóbal Túpac Amaru, al mateix temps que s'estenia per l'altiplà bolivià, la regió de Jujuy i en el Nord-oest argentí.

## Transcendència

### Al Perú
La fama de Tupac Amaru es va estendre de tal forma que fins i tot els indígenes revoltats en el pla de Casanare, en la regió de Nova Granada, el van proclamar rei d'Amèrica. Seguint els passos del seu antecessor, que havia intentat una solució pactada al conflicte, després de difícils negociacions, el gener de 1782, el nou cacic inca va consentir a deposar les armes amb la promesa espanyola d'indultar als rebels i corregir la dolenta situació dels indígenes. Les posteriors rebel·lions criolles van invocar el nom de Tupac Amaru para obtenir el suport dels indígenes, cas entre altres de Tupac Katari en la regió que vindria a ser després part de Bolívia.
La rebel·lió de Tupac Amaru II va marcar l'inici de l'etapa emancipadora de la història del Perú quan aquest país es decideix per la seva independència després de gairebé tres segles de ser colònia espanyola. Per la seva banda Condorcanqui és considerat un precursor de la independència del Perú. Fins i tot, actualment el seu nom i figura és acollida àmpliament pels moviments indígenes andins, així com pels moviments d'esquerra política. Al Perú, el govern militarista del General Juan Velasco Alvarado va acollir l'efígie estilitzada de Tupac Amaru com a símbol del Govern revolucionari de les Forces Armades que ell encapçalava. En el seu honor reanomenà un dels salons més sumptuosos del Palau de Govern.
En altre sentit, el seu nom també va ser acollit per l'organització terrorista Moviment Revolucionari Túpac Amaru, també conegut per les seves sigles: MRTA, que va operar al Perú des de 1985 fins a 1997. El MRTA va ocupar les cartelleres de la premsa internacional, i així es va donar a conèixer mundialment, per la crisi de la presa d'ostatges en l'ambaixada japonesa durant el Govern del llavors President del Perú Alberto Fujimori.

### En el món
Els Tupamaros també coneguts com a Moviment d'Alliberament Nacional o per les seves sigles MLN, fou un grup insurgent que va estar actiu entre els anys de 1960 i 1970 a Uruguai, que va prendre aquest nom per l'admiració i respecte que segons els seus militants sentien per Túpac Amaru II i els seus ideals. Als Estats Units d'Amèrica del Nord el raper Tupac Amaru Shakur es va adjudicar aquest nom inspirat en la vida i obra de Tupac Amaru II.